# Cras (Isère)
Cras ist eine französische Gemeinde mit 418 Einwohnern (Stand: 1. Januar 2022) im Département Isère in der Region Auvergne-Rhône-Alpes (vor 2016 Rhône-Alpes). Die Gemeinde liegt im Arrondissement Grenoble und gehört zum Kanton Le Sud Grésivaudan (bis 2015 Tullins).

## Geographie
Cras liegt etwa 23 Kilometer westnordwestlich von Grenoble. Umgeben wird Cras von den Nachbargemeinden La Forteresse im Norden und Nordwesten, Morette im Osten und Nordosten, Poliénas im Südosten, Chantesse im Süden, Vatilieu im Westen und Südwesten sowie Quincieu im Westen und Nordwesten.

## Bevölkerungsentwicklung
| Jahr                       | 1962 | 1968 | 1975 | 1982 | 1990 | 1999 | 2006 | 2017 |
| -------------------------- | ---- | ---- | ---- | ---- | ---- | ---- | ---- | ---- |
| Einwohner                  | 229  | 210  | 208  | 206  | 223  | 325  | 408  | 438  |
| Quellen: Cassini und INSEE |      |      |      |      |      |      |      |      |

## Sehenswürdigkeiten
- neoromanische Kirche Saint-Christophe aus dem 19. Jahrhundert
- Schloss Cras aus dem 17./18. Jahrhundert
- Domäne Le Colombier aus dem 16. Jahrhundert